# Paul Cornu

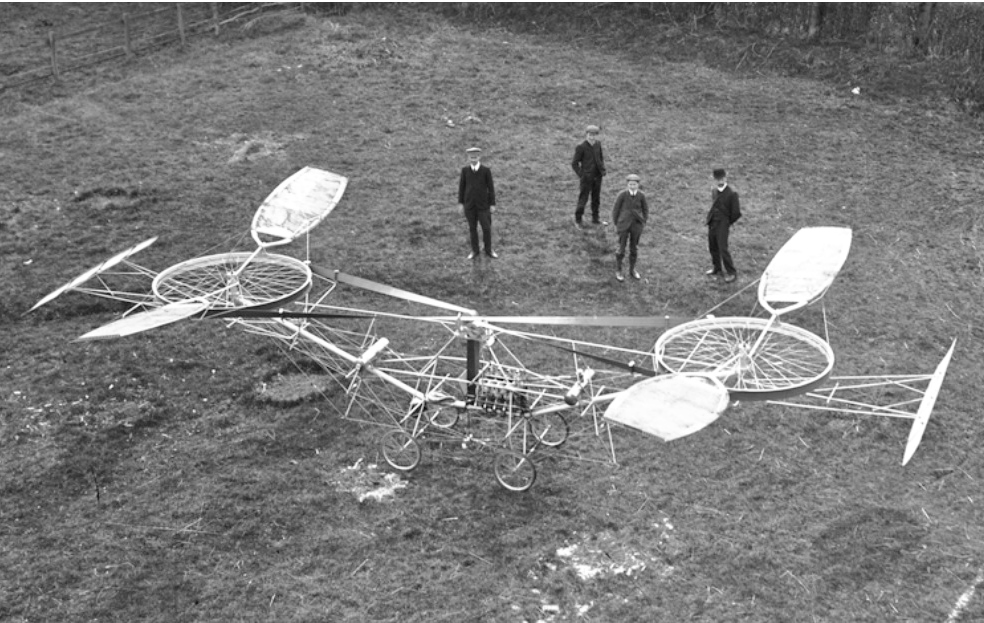

Paul Cornu, född 1881, var en fransk ingenjör som 1907 blev den förste som lyckades bygga en helikopter som kunde bära en passagerare och flyga fritt. Helikoptern flög i cirka 20 sekunder omkring 30 centimeter över marken och drevs av en 24-hästars motor. Helikoptern gick inte att manövrera och konstruktionen övergavs efter några flygningar.